# Molí d'Alta-riba
El Molí d'Alta-riba és una obra de Calldetenes (Osona) inclosa a l'Inventari del Patrimoni Arquitectònic de Catalunya.

## Descripció
Antic molí, l'obrador del qual ha estat reedificat, ja que està construït amb totxos per bé que es conserven alguns murs de pedra; la teulada resta mig enrunada. És un petit cos cobert a dues vessants i es troba assentat a la riba del torrent de Sant Martí en direcció E/W. A llevant hi ha una gran bassa i a ponent la sortida de l'aigua. Les restes de les parets de pedra en fan pensar que l'obrador era més gran i que tenia dos jocs de moles. No s'hi veuen senyals que hi hagués un habitacle pel moliner. És construït amb maçoneria i totxo. L'estat de conservació és dolent.

## Història
Antic moli que depèn i depenia del mas d'Altarriba. El llinatge és iniciat per Vermei Altarriba o de Meda l'any 1175 i més clarament amb Berenguer d'Altarriba, germà de Guillem Meda conegut des de 1198. Els cavallers d'Altarriba deriven dels castlans de meda. Són famosos Bernat Guillem i Llorenç d'Altarriba, aquest últim va participar en les guerres de Joan II. El llinatge s'entroncà amb la casa Clarina el 1578 i amb els Sentmenat 1754. La casa fou destruïda en temps de la guerra de Successió i reedificada al segle xix. Els Altarriba, com era habitual en aquestes famílies, tenien una segona residència a la ciutat de Vic. El molí degut a haver perdut les funcions primitives es troba en un lamentable estat d'abandó malgrat que conservi un joc de moles.